# Jacopo de' Pazzi
Jacopo de 'Pazzi (né à Florence en 1423 et mort dans la même ville le 30 avril 1478) est devenu le chef des Pazzi en 1464.  Lui, son neveu Francesco et son frère Renato ont été exécutés après la conspiration des Pazzi le 26 avril 1478 

## Histoire
La conspiration a été projetée à Montughi, dans la villa de Jacopo Pazzi. Il était prévu de tuer Laurent et Julien de Medicis et de reprendre le gouvernement de Florence.  Après le complot, Jacopo est rentré chez lui et il a trouvé Francesco avec une blessure à une jambe, probablement auto-infligée.  Avec 100 hommes armés, Jacopo a couru dans les rues en criant « Liberté!  », Mais quand Francesco a été pris dans son lit et pendu, Jacopo s'est échappé de Florence dans le village de Castagno où il a été reconnu et renvoyé à Florence, où il a également été pendu. 
Stefano di Ser Niccolo da Bagnone a été secrétaire de Jacopo et tuteur de sa fille Caterina.  Le Palais Pazzi a été commandé par Jacopo entre 1462 et 1472.

## Dans la culture populaire
Dans la deuxième saison de Medici: Masters of Florence (2016), Sean Bean est apparu sous le nom de Jacopo de 'Pazzi,,. Il est apparu dans le jeu vidéo Assassin's Creed II (2009),, où il a été tué par Rodrigo Borgia.